# 小孩大聯盟
《小孩大聯盟》（英語：Codename: Kids Next Door）是一部由湯姆·沃伯頓為卡通頻道創作的美國動畫電視系列。故事圍繞著五個多樣化的十歲孩子展開，他們居住在一座高科技樹屋中，利用先進的2×4科技對抗成年人和青少年的壓迫。這些孩子以代號1到5組成第五區，是一個名為「小孩大聯盟」的全球組織的一部分。
該系列的試播集作為作為《大抉擇II》的一部分於2001年中期在卡通頻道播出，這是一個展示11個不同系列試播集的特別廣播劇。並觀眾投票決定哪個試播集將被批准為完整系列。在贏得評選後，《小孩大聯盟》於2002年12月6日首播，並於2008年1月21日完結，共六季81集。除了正式的系列外，還播出了兩部電視電影：《小孩大聯盟：零號計畫》（2006年）和《小孩大聯盟：採訪行動》（2008年），後者是系列的終結篇。此外，該系列還與卡通頻道的另一系列《愛酷一族》進行了一次特別跨界半小時特別集。
該系列的衍生作品包括兩款電子遊戲《小孩大聯盟：S.O.D.A.》和《小孩大聯盟：V.I.D.E.O.G.A.M.E.》，以及一款交換卡遊戲、漫畫書和DVD發行版。此外，《小孩大聯盟》還被收錄在卡通頻道的DVD選集和合輯視頻遊戲中。

## 背景簡介
「小孩大聯盟」，簡稱「KND」，是個由全世界的小孩們組成的秘密組織，只對13歲以下的人開放，在全世界都有他們活躍的蹤跡。由於組織實在太大，只能分成不同的轄區，由某一指定地點的成員負責其方圓內一定範圍的成員的所有任務和活動。比如在中國（China）的就為C區，在牙買加（Jamaica）的就為J區等。
一個小孩想加入小孩大聯盟非常簡單，如果他/她同意和全世界的夥伴們一起對抗大人們的種種「暴行」，如欺負和定規矩等，只要他/她用自己的DNA（通常為頭髮，指甲，就連鼻涕也行）和自己選定的代號（通常為數字）輸入小孩大聯盟總部（位於月球）的電腦內，他/她必須遵守組織的各項戒律和規定，直到他/她13歲生日時被除役並且被永久註銷相關記憶。
「KND」對付大人和青少年的花招和裝備多得簡直無法只用一個「五花八門」來形容。他們所有的行頭和武器都是用各種材料和廢物拼裝起來的，如破鍋改成的鋼盔或發射糖豆的機關槍等。小到茶杯瓶子口香糖，大到還很完整的舊汽車飛機等，全部都被他們用來改裝成所謂的魯布.哥德堡式裝置來武裝自己，美其名曰「二乘四科技」。
本動畫片的五個主人公就是加入這個組織的其中五名成員，他們所住的辦事處兼總部是一個高達100多層的巨型樹屋，所在轄區為「V區」。裡面不乏個人空間和公用設施，像專門盛放奶酪的倉庫，停機坪，一個由成百上千隻北美碩鼠驅動的發電站，和專用的自制衛星接收機等。

## 地點
- 樹屋（Treehouse）

小孩大聯盟各部門成員的主要據點，依任務會外派支援，五人組位於V部門。
1號的家：V部門的樹屋就是從1號的家長出來的。
- 月球總部（Moonbase）

位於月球表面的小孩大聯盟的總基地也是總指揮塔，發佈任務給各部門。
- 北极基地/监狱（Arctic Base and Prison）

由龐大樹根群的樹屋構成的地底基地，小孩大聯盟訓練新兵的地方，樹根區也是專門關壞大人們的地下監獄。
- 海底基地（Deep Sea Science Lab）

由海草做為支撐的樹屋，小孩大聯盟最爲重要的海底實驗室，裏面存有著小孩大聯盟最重要的二乘四科技，某些危險研究在此進行。
- 會議中心（Super Convention Center）

小孩大聯盟的大型會議中心，作爲重要會議的聚集地。
- 度假中心（Sector J Treehouse）

小孩大聯盟的牙買加渡假勝地，同時也是J部門。
- 臭屁假仙幫宅邸（Delightful Mansion From Down The Lane）

臭屁假仙幫與邪惡父親的家，十九世紀時是煩人可愛的姊妹三胞胎與母親的家，也是他們的祖先親戚，有不少故事發生在這裡，特別是跟生日派對有關的。
地下室：邪惡父親的密室，身為兒女的臭屁假仙幫也禁止隨便進入。
- 加拉格小學（Gallagher Elementary School）

位於Ｖ區的一所小學，五人組上課的地點，很多故事也多在這發生，有神秘不為人知的區域，校車是火車型的。
戶外爬梯：通往神秘的叢林，那有一座巧克力火山，掉入巧克力岩漿的東西都會變成巧克力。
學校廁所：其中一間有機關，可以通往藏有青春不老之泉的遺跡。
- 亨德利中學（Hendry Junior High School）

青少年就讀的學校，青少年的分部之一。
- 麥克林托克高中（McClintock Senior High School）

年齡較大青少年就讀的學校，青少年總部。
- 壞大人超市和熟食店（Supervillains Supermarket & Deli）

壞大人跟小孩大聯盟都會來購物的超市，規模不是普通的巨大（糖鬍子開船搶奪追逐沒開到底過）。
- 紀念醫院（Memorial Hospital）

5號小孩的父親在這裡工作，小布里受傷時在這住院。

## 大事記
有些劇集不單單一集完結，而是留伏筆造成後來的重大事件劇集的發生。
- 小孩大聯盟由0號成立，開始挖掘有資質的小孩加入。
- 1號由5號的幫助加入小孩大聯盟，成爲V區的隊長。
- 假仙幫過生日，V區的第一場任務：搶奪他們的蛋糕，但也已失敗告終。
- V區被寶寶老闆說服，借用小孩大聯盟衛星系統遭其利用打算把全世界所有人變成寶寶，失敗後年齡雪茄被假仙幫拿走。
- 臭屁假仙幫爲了復仇而利用邪惡父親的超級機器摧毀了V區樹屋，也利用年齡雪茄改變了1號的年齡變成大人，而1號也打算退出小孩大聯盟，但在夥伴的幫助下恢複。
- 五號的姐姐克莉開始行動，打算利用自己的計劃毀滅小孩大聯盟，但卻先被逮捕。
- 克莉前往月球總部的時候被困在小孩大聯盟的羁押船裏，但也在V區的到來而利用太空垃圾筒逃離。
- 274號在被除役之日（13歲生日）偽造假件轉成1～5號小孩除役，造成被迫強制除役，後被1號揭發。接著背叛小孩大聯盟，遭囚禁時被克莉救出，從此被列爲通緝犯。
- 274號再度以青少年的形式登場，也想利用爆炸足球來炸毀月球總部，但以失敗告終。
- 1號發現了小孩長久以來的秘密，但不被衆人接受。
- 邪惡父親攻擊了北極基地，打算偷走小孩大聯盟代碼資料庫，但在2號的弟弟湯米的阻止下失敗。
- 86號辦了一場睡衣派對，但卻誤打誤撞扯進了壞青少年的陰謀，最好的朋友12號因快13歲，選擇背叛小孩大聯盟，幫助壞青少年偷走了代碼資料庫。
- 邪惡父親拿到代碼資料庫後開始動物基因轉換，把小孩大聯盟的所有人變成動物，但卻再次被湯米阻止，而湯米退出小孩大聯盟，從此成爲了俠客。
- 小孩大聯盟最偉大的成員，9號被清除記憶，而5號也發現了組織不爲人知的秘密。
- 加拉格小學的總統吉米性情大變，在小學的玩雪節時抓走了所有人，也逼迫莉莉跟他結婚，但也在1號的阻止下失敗，吉米也最終被小孩大聯盟逮捕。
- 臭屁假仙幫當上加拉格小學的總統，也跟卷土重來的274號聯手利用一場自行車賽決定小學和中學的命運，但1號推翻了假仙幫，跟小學所有的學生一起與青少年對抗，最終以小學的勝利告終。
- 362號因為繁重的事務想辭退首領，依照傳統由鬼抓人遊戲選出接班人，邪惡父親因湯湯的關係具有成員資格而成為首領，然而邪惡父親卻在樹屋放置花椰菜讓其大量增殖毒害小孩，362號最後阻止並奪回首領地位。
- 1號去了英國旅遊，也受到夥伴和敵人的熱烈歡迎，但也知道了小孩大聯盟寶典的存在。
- 月球基地和歷史博物館同時遭到衆敵人的攻擊，1號爲了保住小孩大聯盟歷史博物館而違反命令，但卻發現召回音樂機被拿走。邪惡父親利用召回音樂機喚回了惡爺爺，惡爺爺拿到超能力後把世界變得天翻地覆，但最終被1號和召回的0號阻止，但0號也付出了失去小孩大聯盟記憶的代價。
- 以惡爺爺事件的報複，1號等人策劃了在四年一度的超級壞蛋頒獎大會上將所有壞蛋全部陷入感冒，但自己卻被壞蛋抓去做成金像獎，最後在2號等人的幫助下逃跑，而任務也以成功告終，但並未公佈年度最佳壞蛋獎。
- 1號早上起來發現自己成爲美國總統，被自己長大的夥伴逼迫簽下小孩無權利的條約，也見到了未來的小孩大聯盟。1號因爲忠誠心而堅決不簽，最後被衆人圍剿，但醒來後發現是夢（兩個神秘人用切斯特的做夢机對他測試忠誠度）
- 莉莉因爲無法忍受1號老是把任務放在最前面，也看到1號與362號共同出任務而憤怒不已。V區樹屋人工智能电腦喜歡上1號，也強迫1號和莉莉分開，但卻最終自爆，莉莉也最終與1號分手，對1號造成很大的打擊（兩個神秘人再次出現，利用失控的樹屋電腦去除1號的牽挂的人物）
- 小孩大聯盟外交官無限號打算與青少年簽締和平條約，最後卻發現是一場騙局，中了陷阱的小孩大聯盟陷入困境。青少年的陰謀最後被1號阻止，而所有青少年在落敗下宣佈無條件投降。274號對1號表示自己其實一直以來都是小孩大聯盟的資深臥底，做盡之前的壞事只是為了獲得青少年的信任。最後，274號與無限號返回未知基地而從此一去不復返，但離開前交代出小孩大聯盟背後不為人知的機密。（兩個神秘人現出真實身份：74.239號與無限號）

註：１號小孩在小布里重傷住院那集發現寶寶在醫院裡，觸發拯救寶寶作戰事件的劇集。

## 人物

### 小孩大聯盟（Kids Next Door）
由7歲~13歲的小孩為主要成員，主要幫助小孩們免於壞大人的傷害與壓迫，13歲後役期滿畢，就會被消除相关記憶而退役。
- 一號（吉吉·烏諾）

配音：美國→Ben Diskin 台灣→劉傑
本劇中心人物，小孩大聯盟V區「隊長」，說話有一股明顯的英國口音，為人精明、細心，一絲不苟、同時也有點嚴肅過火，把團隊的安危看的比自己的生命還重要，對小孩大聯盟有絕對忠誠心，也擁有強烈的正義感。若是沒有他，其他四人早就被大人們「做好孩子」的目標給牽著鼻子走了。工作狂，只要不出任務去就會覺得很無聊並拚命找事做，都不想去放鬆玩樂，最討厭海邊！曾發生事故而一輩子都長不出頭髮，有個女朋友－莉莉，但最終因爲沈溺于工作而以分手收場。由於他是V區的首要負責人，所以他的非正式稱呼有「大頭兒」，「頭羊」等，但是用小大聯的正式口吻說，他是這一區的「總指揮」。順帶一提，他也喜歡彩虹猴猴。
- 二號（哈皮·吉利根二世）

配音：美國→Ben Diskin 台灣→魏伯勤
V區「總技術軍士」，美國與德國的混血，他是個一副憨相的小胖墩，愛吃東西、說冷笑話，老是跌倒或偶爾惹點麻煩，所以他的非正式稱呼有「白痴」等。不過在他那副笨拙的外表背後藏著一顆天生當發明家的心，他不光設計並建造了整個樹屋（既他們五人所在的區域指揮所），而且還自己設計研發了很多「二乘四科技」的結晶。而且如果某樣東西可以行走、開動或是飛行，他總是坐在駕駛員的位置上（他老是戴著一頂飛行員頭盔和護目鏡），有一個弟弟湯湯（Tommy）。本身是位私家偵探，有自己的辦公室，曾誤打誤撞變成青少年漢克，與克莉相戀。
- 三號（小古·沙力班）

配音：美國→Lauren Tom 台灣→林美秀
日本人，也是五個人中最年幼的一個，V區「誘餌專家」。為人樂觀、開朗、活潑、沒有心機，用某些小大聯成員的話說就是「最女生的女生」。有一個妹妹妙妙（Mushi），與妹妹的感情時好時壞。和其他這個年齡的女生一樣，她很喜歡可愛的東西，比如花草、小動物、絨毛玩具（特別是劇中的彩虹猴猴）等；而且如果她喜歡的東西被威脅或損壞時，她就會發飆發到不可收拾的地步。但是，如果周圍「可愛」的東西太多了，就可能縮短她那短的不能再短的注意力；不過有時也能以某種（通常很女生）的方式吸引敵人的注意力，並起到推波助瀾的作用，專門操縱一隻機械兔子-鐵兔兔進行戰鬥（但每次結果都是鐵兔兔被打爛、三號彈出鐵兔兔摔到地上、降落傘才張開）。
註：她的姓「三番」就是「三號」的日文原文。
- 四號（披頭·畢德勒）

配音：美國→Dee Bradley Baker 台灣→于正昇
澳大利亞人，是五個夥伴裡面個子最矮的，也是頭腦最不靈光的，不過他的本事也不是蓋的，他是五人中的首席格鬥專家，就連膀大腰圓的大力士也得敬他三分，在第一季第二集中顯示有相當不錯的開車技巧。他總是說他有超人的力量，這可能也是他想出來唯一可以嚇走欺負他的人的對策。和三號截然相反，他應該被稱為「最男生的男生」因為他喜歡一切所謂「酷」的東西。他說話的腔調，誰都聽得出來是純正的澳洲腔，這可能也與他的名字有關。有一個弟弟喬伊（Joey）。他的正式稱呼有「第一猛將」等。隨著劇情不斷發展，他似乎和三號產生了一種比較曖昧的關係（嚴格說起來應該是兩人對彼此都有好感，但除了彼此外小孩大聯盟的所有成員都知道），這也是「小孩大聯盟」粉絲們最關心的話題之一。還有，他不會游泳。
註：「Beatles」就是「披頭四」的英文原文。這可能和他的盆底式髮型有關係。
- 五號（阿比·林肯）

配音：美國→Cree Summer 台灣→魏晶琦
V區「副隊長」，是五個人之中最年長也是最沉默寡言也是最聰明的一個，典型的美國黑人長相。說話時，尤其是說到自己時，總是愛用第三人稱。有一個姊姊克莉（Cree）。她的責任心比起一號來有過之而無不及，似乎總是有著一肚子點子，而且整個故事系列中她獨自執行的任務也不在少數。她特別喜歡糖果，冰淇淋等甜食，而且對這些東西有關的傳說和神話也相當感興趣，有一些自己的線民(如九號小孩)。一號不在的時候總是她負責V區的一切大小事務，因此她的非正式稱呼有「二頭兒」，「頭兒副」等，正式稱謂則包括「副總指揮」，「參謀總長」之類。
註：她的姓林肯，和代號五號，都是來源於五美元紙幣上林肯總統的頭像。
- 六號（布萊德）

小布里，是一隻臭鼬寶寶，被賦予榮譽會員，代理父母是2號跟3號，後來因為受重傷而被改造半機械化。
- T號（湯湯·吉利根）

配音：美國→Dee Bradley Baker 台灣→許淑嬪/楊凱凱
二號的弟弟，代號是英文，跟二號一樣也是位發明家及技師，後來退出，自稱湯湯俠，幫助小孩大聯盟解決過各種大難關，討厭洗澡。
- 三百六十二號（瑞秋）

配音：美國→Rachel McFarlane 台灣→汪世瑋
小孩大聯盟現任首領，曾經因爲太過繁忙而打算退位，暗戀1號，在1號跟莉莉分手後暗示過他。
- 八十六號（阿芬）

配音：美國→Jennifer Hale 台灣→雷碧文
小孩大聯盟督導部長，各分部的上級長官，負責督導各分部，地位僅次於三六二號。老是喜歡用尖叫的方法說話，是個凶巴巴的女生，但是很怕三六二號，因爲性格有問題而沒有任何朋友，同時也是大老闆先生的女儿。
- 八十三號（妮妮）

配音：美國→Janice Kawaye 台灣→楊凱凱
客串角色，W部門，與湯湯同期新訓，怕黑的小女孩，硬將她關進黑暗的地方，會發飆到不可收拾的地步。
- 八十四號（李子）

配音：美國→Janice Kawaye 台灣→于正昇
客串角色，W部門，與湯湯同期新訓，溜溜球高手，可以用溜溜球攻擊跟救援。
- 六十三點五號

配音：美國→Dee Bradley Baker 台灣→汪世瑋
三六二號的秘書，小孩大聯盟總部秘書長，負責向各分部轉達三六二號的人事命令。
- 九號（莫里斯）

配音：美國→Khary Paylon
因年齡超過13歲已退役的青少年，5號小孩的好友也是尊敬的人，記憶並沒有被清除。作為小孩大聯盟的間諜行動組(只有5號知道)，也是5號的姊姊克莉的暗戀對象。
- 十三號

配音：美國→Billy West
誰跟他在一起就會倒大楣的小孩，每個小孩對他避之唯恐不及，原本的N部門也完全不想要回他。
- 四十二號

配音：美國→Tom Kenny 台灣→于正昇
2號小孩的遊戲卡的卡友兼供應商，X部門的技師，書呆子殭屍入侵X部門時與2號一起搶救78號，後來發現是他偷了書呆子的遊戲卡才引發這場災難，喜歡看時空博士。
- 四十四號

配音：美國→Lauren Tom
共用一個號碼的雙子雙胞胎成員。
- 九十二號&九十三號

配音：美國→Ben Diskin/Tara Strong
小孩大聯盟負責押送囚犯的二人組。
- 六十號

配音：美國→Matt Levin
小孩大聯盟北極基地的總指揮，也是北極基地負責訓練新兵的長官兼管理者。
- 三十C號

配音：美國→Tom kenny 台灣→汪世瑋
帶著紅色護目鏡跟耶誕帽，曾為了自己的利益幫助超級特大號博士。
- 九五二七號

配音：美國→Roger Dickson 台灣→楊獅傑
小孩大聯盟首席遊戲研究員，稍有不順心就會開始小脾氣。
- 兩萬號

配音：台灣→于正昇
身穿潛水衣，對階級制度相當重視，是個稱職也相當激進的軍人。

#### 過激派（Splinter Cell）
（小孩大聯盟中由激進分子組成的秘密團體，他們與小孩大聯盟只打擊壞大人們的宗旨不同，目的是消滅所有的大人，組織中也只有少數高層幹部小孩知道他們的存在）
- 七十四點二三九號

小孩大聯盟的主力科學家，過激派成員之一，聰明又怪異，掌管海底研究基地。
- 七十一點五六二號

小孩大聯盟的主力科學家，常與74.239號小孩行動，過激派成員之一。
- 無限號

小孩大聯盟的外交官，過激派成員之一，相當神秘的人物，與74.239號在長篇中利用各種方式評估1號是否對小孩大聯盟永遠效忠，跟青少年的274號查德有來往。

#### 過去人物
- 零號

創立小孩大聯盟的神話人物，阻止過惡爺爺，是1號小孩的父親，跟邪惡父親是兄弟，現已退役。
- 九百九十九號

是小孩大聯盟的神話人物之一，是1號小孩的母親，現已退役。
- 一百號

1號小孩剛加入小孩大聯盟時的最高指揮官（也是查德的前任），5號小孩回想中登場，現已退役。
- 十九世紀號

十九世紀時因為任務而引發陷阱被冰淇淋核爆而有五千小孩大聯盟成員遭到凍結，在現代也是最後一位被解凍，與86號相戀，但因早已滿13歲必須退出聯盟，最後與86號吻別清除記憶退役。

#### 其他
大概只出場一次
- 十號

配音：美國→Tara Strong
L部門的性感隊長，當家的主播，傳聞中最美麗的女孩，是1號小孩的親戚。
- 一-愛號

配音：美國→Keith Ferguson
J部門樹屋的總指揮，度假勝地的長官，總是在遊樂。
- 一一二號

配音：美國→Gery Delisle
J部門的服務生，端著芒果雪泥一直送給人喝。
- VO五號(台譯菲力五號小孩)（Numbuh VO5）

配音：美國→Rob Paulson
小孩大聯盟髮型拯救技術師，幫助髮型被父母剪壞的小孩，對自己的髮型很有自信。
- 六十五號

F部門領導者，創造一種保護膜可以使小孩不會被洗乾淨，與66號拍超藝術廣告介紹。
- 六十六號

F部門成員，優雅高傲不求別人理解的女孩，與65號拍超藝術廣告介紹保護膜。
- 八十號

賣場打折狂人，會不停促銷產品。
- 一.二.三號

配音：美國→Dee Bradley Baker
健身男孩，因被識破推銷的只是普通的橡皮筋，而用烤吐司機遁逃。
- 二乘四號

二乘四科技展時，負責評分各部門的二乘四發明。
- 一一二號

英國小孩大聯盟長官(E部門)，身穿英國紳士服，帶著一把黑傘，可用黑傘飛行。
- 五一三號

英國小孩大聯盟成員(E部門)，圍著數條領巾的女孩，領巾可以像章魚博士的腕一樣使用。
- 四三七號

英國小孩大聯盟成員(E部門)，身穿英式警服，塊頭相當大的小孩。
- 賈貝戴爾(台譯賈柏)（Jebadiah）

J號，A部門的長官，過著原始鄉村的生活，拒絕高科技，帶著假鬍子。
- 以西結(台譯伊西可)（Ezekiel）

E號，A部門的成員，過著原始鄉村的生活，帶著假鬍子。
- 瑞貝卡（Rebecca）

R號，A部門的成員，女性，曾逼2號小孩停手觀看巨大機械蟲裡的人是誰，喜歡看時空博士。
- 十二號

八十六號最好的朋友。由於年齡已將近13歲，因此棄明投暗，幫助壞青少年奪走代碼資料庫，並立即被克莉帶走。

### 敵人

#### 壞大人
- 臭屁假仙幫 (The Delightful Children From Town The Lane)

小孩大聯盟最難纏的同齡敵人。是來自街頭巷尾且乖巧到令人害怕的小孩五人組，他們總是穿著所謂的「好孩子」服裝，一直都是五個人一起行動、說話也都是異口同聲。他們最顯著的表現就是絕對服從其父「邪惡父親」的管教。在『零號』行動裡，他們其實原本是小孩大聯盟的「Z區」成員，也是一號的表親，是其父用「好孩子變化器」把他們變成了現在這般模樣。曾經邀請一號進入「臭屁假仙幫入幫機器」裡。
- 邪惡父親（Father）

X號，臭屁假仙幫的父親，也是一號的叔叔，但早已不承認一號是他的姪子。出場時總是全身漆黑，像一個會自己行動的影子；眼睛總是閃爍著惡魔般的黃色。每當生氣或發狂的時候他都會全身冒出熊熊的火焰，而且也可以隨時用火焰來攻擊對手。從很久以前就對小孩大聯盟恨之入骨，是全劇最難纏的敵人之一，似乎老是想得出那些可以把全世界的小孩大聯盟成員一勞永逸地解決掉的辦法。不過每次都會有小孩大聯盟成員誤打誤撞地讓他的陰謀無法得逞。
- 邪惡爺爺（Granfather）

配音：台灣→李香生
零號與邪惡父親的父親，一號的爺爺，小孩大聯盟最強大的敵人，僅在電影篇《零號行動》裏作為主要敵人出場。最愛吃薯泥，也利用小孩來幫他做。超能力強大，擁有把一切物品老化的能力，擁有自己的老僵屍大軍。古時候掌管世界時被自己的兒子阻止並被封印，但在0號行動的時候被邪惡父親用召回音樂機恢複記憶和力量，最終被1號清除記憶，變回一名普通老人。
- 大老闆先生（Mr. Boss）

配音：台灣→李香生
85號和86號小孩之父。一位大企業老闆，除了自己小孩以外，討厭其他所有的小孩，尤其是自己員工的小孩。
- 牙套怪

配音：台灣→于正昇
一名戴牙套的蒙面男，專門懲罰不刷牙的小孩，會把他們的一口爛牙刷的整潔明亮，真面目為糖果店店長傑利先生。
- 糖鬍子

配音：台灣→李香生
喜歡搶奪小孩糖果的海盜，有一艘海盜船及一群手下，主要在陸地航行，會攆開路過的一切，也可以在水中甚至在太空中航行，相當欣賞5號小孩。
- 古怪貓婆婆

配音：台灣→錢欣郁
一位養有一大群貓的老婆婆，每次出場都有一堆貓在身邊。
- 小感冒

會把自己的感冒填裝進武器中讓所有小孩感冒的反派。
- 溫溫先生和費伯先生

乘坐的椅子及沙發會化為巨大的移動兵器，一個長得像海象，另一個像野牛。
- 馬桶先生

配音：台灣→魏伯勤
頭上總是有一捆廁紙的無能反派，專門懲罰不沖廁所的小孩，但老是把事情搞砸，不論是小孩大聯盟或壞大人都瞧不起他。有時會發揮超常的實力，但絕大多數時間只會火上澆油。
- 打屁屁伯爵

喜歡打小孩屁屁的吸血鬼。
- 肥滋滋老奶奶

總是逼小孩吃油膩膩的食物的老太婆，製作的油膩膩大餐是活生生的怪物，會爬進小孩嘴裡。
- 超級特大號博士

配音：台灣→沈光平
終極一生尋求最完美的雪花冰，不惜一切代價，曾利用1號小孩成功完成最完美的雪花冰，可惜配方遭到遺損。
其實嚴格來說他並不是壞人，只是其行為不知為何經常會被小孩大聯盟誤解。
- 足球婆

配音：台灣→錢欣郁
足球教練，逼迫小孩練足球、不讓休息的壞大人。
- 克蕾兒護士

為了賺大錢不惜犧牲小孩製造黑心食材來製作食品，曾用含病菌的水球使小孩感染結膜炎再用其眼屎製作鬆糕，後被2號小孩阻止而留下結膜炎造成的眼屎疤，之後使用切碎的彩虹猴猴製做早餐麥片。
- 切斯特（Chester）

圓鼻和厚厚的棕色鬍子，為了賺大錢會把小孩做成漢堡賣給鯊魚的貪心老伯，發明過夢境裝置催眠1號小孩以為在美麗的度假小島。
- 邪惡老人特攻隊

以2號小孩的奶奶為首的老人三人組，其餘兩人名為莫里斯與希爾頓。能使用特殊的乳液使自己回復年輕但有時效，能將各自的輔助器材合體成巨大機器人。
- 躲避球巫師

企圖成為世上最強的躲避球高手。
- 嘶嘶先生

愛喝沙士汽水，能吸收裝滿沙士的酒桶組裝成沙士汽水裝甲。
- 古怪夫人

大人們都喜歡可愛的小朋友，但是小孩都很頑皮搗蛋，因此她決定將小孩關進動物園裡的牢籠，以供大人們觀賞。
- 咖啡狂人

配音：台灣→魏伯勤
苦濃咖啡基地的管理員，嚴重咖啡成癮，具有不同一般人的快速移動方式。
- 瑪格麗特女士

一名來自黑暗未來的壞大人，認為男生跟男性化的事物都是不必要的存在，從未來幫助還是小孩的自己，企圖讓這世上所有男生跟男性化的東西消失。
- 羅賓賊（Robin Food）

會去學校搶奪小孩們的午餐，贈給養老院的老人們吃，實際上是一群偷懶不想做菜的餐廳員工。
- 冰淇淋員工

壞大人的手下們，常開無視小孩的冰淇淋卡車，一群小嘍囉，專幫壞大人工作。

#### 壞青少年
由包括5號的姊姊克莉（11號）、86號的朋友查德（274號）等青少年組成，服從於邪惡父親，專門對付小孩大聯盟，成員為小孩大聯盟前任隊員且會穿著名為「罩罩（BRA）」的武裝。
- 克莉•林肯（Cree Lincoln）

配音：台灣→傅曼君
11號，五號的姐姐，小孩大聯盟前任隊員，13歲後叛逃，現已跟五號完全對立。是動畫中最先登場的，也是所有壞青少年中最難纏的，只有五號才能對付她，五號的帽子與耳環原本是她的。
- 查德•狄克森（Chad Dickson）

配音：台灣→賀宇傑
274號，小孩大聯盟前任隊員，傳奇人物，與86號為舊識。動畫後期由於年齡已將近13歲，不想離開而竄改個資，將自己的年齡下修，被1號揭發，爾後就被逮捕，不料移監途中被克莉救出。
後期以青少年的姿態登場，跟86號早已完全對立，也開始與克莉及其他成員對付小孩大聯盟。
- 史迪夫（Steve）

壞青少年首領，僅在簽締和平條約時出場，用搖滾音樂攻陷小孩大聯盟，但計劃被1號破壞。
- 查基•卡巴雷羅（Chuckie Cavallaro）

壞青少年之一，查德的好友。

#### 壞小孩
- 漢尼尼·麻吉番

配音：台灣→錢欣郁
德國尋寶者，5號的好友兼勁敵，但因貪心害自己失去重要的東西，因此誤會而跟5號小孩決裂。
最後在5號小孩的幫助下學會了分享而變回原樣，眾人這才知道他其實是女孩。
- 妙妙

配音：台灣→楊凱凱
3號的妹妹，亦正亦邪有心機的天真小女孩，後期因被2號小孩推理偵破是傷害3號小孩的彩虹猴猴的兇手因而受罰，欲報復2號失敗反遭報應，最後與沙弟王私奔。
- 沙弟王

配音：台灣→雷碧文
尋找新娘子的(扮家家酒)國王，有三個忠心的親戚哥哥當部下，原本追求3號小孩，後來看上了妙妙，與妙妙是情侶關係。
- 總統吉米

加拉格小學四年級的總統，後來性情大變下抓走了所有學生去舉行與莉莉的婚禮，但被1號阻止後被關進北極監獄。
- 西部強盜團

牛仔裝扮的六人小孩搶匪集團，以口香糖作為子彈，會偷取其他人的作業，同時也是假仙幫的私人保镖。
- 走廊特種部隊

加拉格小學的走廊管理員，也經常阻止小孩大聯盟去做反抗措施，也是小學總統與假仙帮的私人保镖。
- 來自山腳下的搞笑雙胞胎

假仙帮的亲戚，打算滲透小孩大聯盟的間諜雙胞胎，臉上有互補的太極胎記，每次都滲透失敗。
- 維拉莉

最初登場的惡犬人，品種獅子犬，喜歡吃作業，吃到寫太爛的作業會拉肚子。
- 歐內斯特

豬鼻子，總是咬著棒棒糖，常涉及一些不端行為的比賽，經營地下鬥牛場、家具棒球場。
- 傑瑞·拉斯克

惡霸公園島的管理員，擁有著所有恐龍形態的惡霸，小時候被4號扯內褲而動大手術，因此一直恨著4號。
- 惡霸

專門凌霸、欺負小孩的怪物，有部分具有各式各樣的恐龍型態。
- 小寶寶壞大人

未長牙的寶寶會偷取小孩的整嘴牙，嬰兒搖床可以變成交通工具，是最主要的行動能力，唱安眠曲可使寶寶入睡。

### 其他人物
- 莉莉

配音：台灣→謝佼娟
1號小孩的女朋友，但對1號重視任務而把自己放在其次很生氣，最終與1號分手。
- 彩虹猴猴

極度熱銷的小孩玩具，極受女生歡迎，有自己的主題曲。本身是真實生物，居住在彩虹小島上。
- 倉鼠

小孩大聯盟的電力供應來源，聰明又愛嬉鬧。其中名為阿金（Joaquin）的倉鼠是2號小孩的實驗倉鼠，曾變得有如樹屋般大高壯的巨型倉鼠。
- 小子

配音：台灣→楊凱凱
外型很酷的飛機駕駛員，初登場擊落2號小孩的飛機，後來2號痴迷要擊敗他，無數次的慘敗後，終於跟小子一起雙雙擊落，似乎喜歡3號。
- 喬

2號小孩加入小孩大聯盟前曾和喬搭檔過，是加拉格小學的警官。
- 喬伊

4號小孩的弟弟，1歲左右，也是躲避球神童。
- 牛女仔

小牛仔大聯盟最後的成員，是一位開朗的婆婆，其他成員最後都長大去了。
- 幼兒園的兒童

美國土著的造型，有自己的習俗。
- 湯普森老師

加拉格小學的美麗女老師，惡犬人首領，品種棕狼，因前夫贈送被詛咒的項鍊而變成惡犬人。
- ELFA行使隊

耶誕老人的精靈們，在吃過一次虧後，強化了自己，有著各自特殊的能力，向Ｘ戰警致敬。
- 雷蒙四號（RAMON-4）

曾經名為永遠的彩虹猴猴，集所有頂尖科學家的努力創造的高科技精品，但因長相也是科學家參考自己去做的所以其醜無比，沒有任何小孩喜愛，科學家為了隱瞞失敗將牠送至太空，最後漂流自土星環，忌妒所有被人愛的彩虹猴猴。
- 木斯

狩獵領帶的獵人，是位大人。領帶是會束縛人的一種怪物，領帶皇后會產下所有的領帶卵。
- 蘿拉

生氣時會狂暴的小女孩，會變成派對怪叔叔。
- 八字鬍

寄宿在人臉上的生物。

## 集數
| 季數   | 集数 | 集数 | 首播日期       | 首播日期       |
| 季數   | 集数 | 集数 | 首映           | 季终           |
| ------ | ---- | ---- | -------------- | -------------- |
| 試播集 | 2    | 2    | 1998年11月6日  | 2001年7月20日  |
| 1      | 13   | 13   | 2002年12月6日  | 2003年3月7日   |
| 2      | 13   | 13   | 2003年10月3日  | 2004年6月4日   |
| 3      | 13   | 13   | 2004年6月11日  | 2004年11月12日 |
| 4      | 13   | 13   | 2004年11月19日 | 2005年7月22日  |
| 5      | 13   | 13   | 2005年9月30日  | 2006年8月25日  |
| 6      | 13   | 13   | 2006年8月2日   | 2007年11月23日 |
| 特別集 | 3    | 3    | 2006年8月11日  | 2008年1月21日  |

### 第一季（2002-2003）
Episode １　　Operation: C.A.K.E.D. （蛋糕）搶蛋糕大戰
```
              Diseasy Does It
```

　　　　　 　  No P in the OOL
Episode ２　　Operation: I.-S.C.R.E.A.M.　（冰淇淋）
　　　　　　　 Operation: C.A.N.N.O.N. 　（蛤蠣）蛤蠣大砲
Episode ３　　Operation: N.O.-P.O.W.U.H. 　（停電）停電危機
　　　　　　　Operation: T.E.E.T.H. 　（牙齒）壞心牙醫
Episode ４　　Operation: P.I.R.A.T.E.  （海盜）糖果海盜
　　　　　　　Operation: C.O.W.G.I.R.L. （牛女仔）不想長大的大人
Episode ５　　Operation: T.U.R.N.I.P. 　（大頭菜）瘋狂農場
　　　　　　　Operation: M.I.N.I.G.O.L.F. 　（小高球）瘋狂冠軍
Episode ６　　Operation: O.F.F.I.C.E. 　（辦公室）大戰大老闆
　　　　　　　Operation: A.R.C.T.I.C. 　（北極）拯救世界大作戰
Episode ７　　Operation: L.I.C.E. 　（頭蝨）滅蝨大作戰
　　　　　　　Operation: L.I.Z.Z.I.E. 　　（莉莉）１號的女朋友
Episode ８　　Operation: T.H.E.-F.L.Y. 　（蒼蠅）蒼蠅交響曲
　　　　　　　Operation: P.O.I.N.T. 　（地點）山頂同樂會
Episode ９　　Operation: C.A.B.L.E.-T.V. 　（有線電視）衛星網大作戰
　　　　　　　Operation: C.A.M.P. 　（露營）搶救小孩大作戰
Episode １０　Operation: T.O.M.M.Y. 　（湯湯）感冒大作戰
　　　　　　　Operation: C.H.A.D. 　（查德）搶救偶像大作戰
Episode １１　Operation: P.I.A.N.O.　（鋼琴）摧毀鋼琴大作戰
　　　　　　　Operation: Z.O.O.　（動物園）壞心的園長
Episode １２　Operation: Q.U.I.E.T.  　（安靜）安靜大作戰
　　　　　　　Operation: R.A.I.N.B.O.W.S 　（彩虹）拯救彩虹猴猴
Episode １３　Operation: G.R.O.W.-U.P. 　（長大）長大的煩惱

### 第二季（2003-2004）
Episode １４(１)  Operation: C.A.T.S. 　（怪貓）大戰古怪貓婆婆　
```
                 Operation: P.O.P. 　（汽水）大戰嘶嘶先生
```

Episode １５(２)　Operation: S.P.A.N.K. 　（打屁屁）打屁屁大災難
　　　　　　　Operation: D.A.T.E. 　（約會）不浪漫的約會
Episode １６(３)　Operation: S.U.P.P.O.R.T. 　（友情）保護５號小孩
　　　　　　　Operation: T.A.P.I.O.C.A. 　（薯泥）青春無敵
Episode １７(４)　Operation: M.O.V.I.E. 　（電影）壞蛋大電影
　　　　　　　Operation: F.A.S.T.-F.O.O.D. 　（快餐）快餐还是鲨魚
Episode １８(５)　Operation: S.H.A.V.E.　（刮鬍刀）八字鬍大戰
　　　　　　　Operation: O.O.M.P.P.A.H. 　（父子）搶救父親大戰
Episode １９(６)　Operation: F.L.A.V.O.R. 　（口味）冰淇淋爭奪戰
　　　　　　　Operation: K.I.S.S. 　（親親）突然長大的二號
Episode ２０(７)　Operation: G.H.O.S.T. 　（鬼魂）鬼倉鼠大鬧樹屋
　　　　　　　Operation: F.U.G.I.T.I.V.E. 　（逃犯）有種不要跑
Episode ２１(８)　Operation: T.H.E.-S.H.O.G.U.N.  （起司）大戰起司將軍
　　　　　　　Operation: C.O.L.L.E.G.E. 　（大學）小孩上大學
Episode ２２(９)　Operation: R.E.P.O.R.T. 　（任務報告）搶盒子大作戰
　　　　　　　Operation: B.R.I.E.F. 　（小褲褲）１號的小內褲
Episode ２３(１０)　Operation: C.A.K.E.D.-T.W.O. 　（蛋糕-二）搶蛋糕大戰
　　　　　　　Operation: S.P.A.C.E. 　（外太空）外太空戰爭
Episode ２４(１１)　Operation: B.E.A.C.H. 　（沙灘）英雄救美
　　　　　　　Operation: U.N.D.E.R.C.O.V.E.R. 　（臥底）諜對諜
Episode ２５(１２)　Operation: D.O.G.F.I.G.H.T. 　（空中混戰）空中飛機大亂鬥
　　　　　　　Operation: T.R.I.P. 　（旅途）搞笑雙胞胎大鬧日本
Episode ２６(１３)　Operation: E.N.D. 　（完結）差點玩完了

### 第三季（2004）
Episode ２７(１)　Operation: F.U.T.U.R.E. 　（未來）男生女生大戰
Episode ２８(２)　Operation: A.F.L.O.A.T. 　（漂流）大戰壞蘆筍
　　　　　　　Operation: L.E.A.D.E.R. 　　（頭兒）頭兒變裝秀
Episode ２９(３)　Operation: U.T.O.P.I.A. 　（烏托邦）快樂天堂
　　　　　　　Operation: R.O.B.B.E.R.S. 　（搶匪）搶作業浩劫
Episode ３０(４)　Operation: F.O.U.N.T.A.I.N. 　（噴泉）青春不老泉
Episode ３１(５)　Operation: B.U.T.T. 　（屁股）１號出糗記
　　　　　　　Operation: T.R.A.I.N.I.N.G. 　（訓練）小兵立大功
Episode ３２(６)　Operation: A.R.C.H.I.V.E. 　（檔案）機密檔案
　　　　　　　Operation: S.L.U.M.B.E.R. 　（睡衣派對）冒牌好媽媽
Episode ３３(７)　Operation: P.I.N.K.-E.Y.E. 　（結膜炎）抗擊紅眼病
　　　　　　　Operation: K.A.S.T.L.E. 　（城堡）愛之河之旅
Episode ３４(８)　Operation: C.A.K.E.D.-T.H.R.E.E. （蛋糕-三）搶蛋糕大戰
　　　　　　　Operation: L.O.C.K.D.O.W.N. （封鎖）全面封鎖
Episode ３５(９)　Operation: G.R.A.D.U.A.T.E.S. （畢業）千山我獨行
Episode ３６(１０)　Operation: H.U.G.S. 　（抱抱） 大金剛抱抱
　　　　　　　Operation: J.E.W.E.L.S. 　（珠寶）我愛水果糖
Episode ３７(１１)　Operation: T.R.I.C.K.Y. 　（糖果）糖果大戰
　　　　　　　Operation: U.N.C.O.O.L. 　（不酷）自食惡果
Episode ３８(１２)　Operation: P.R.E.S.I.D.E.N.T. 　（總統）陸空大作戰
　　　　　　　Operation: H.O.S.P.I.T.A.L. 　　（醫院）醫院風雲
Episode ３９(１３)　Operation: S.P.R.O.U.T. 　（甘籃菜）甘籃菜大戰
　　　　　　　Operation: H.O.U.N.D. 　　（惡犬）惡犬模範生

### 第四季（2004-2005）
Episode ４０(１)　Operation: R.A.B.B.I.T.　（愛兔）心愛的兔兔
　　　　　　　Operation: F.L.U.S.H. 　（沖水）我沖我沖我沖沖沖
Episode ４１(２)　Operation: F.O.O.D.F.I.T.E. 　（垃圾食物）垃圾食物演唱會
　　　　　　　Operation: C.L.U.E.S. 　（線索）破案的線索
Episode ４２(３)　Operation: N.U.G.G.E.T. 　（雞塊）攻抢雞塊
　　　　　　　Operation: M.A.C.A.R.R.O.N.I. 　（通心粉）通心粉名畫大戰
Episode ４３(４)　Operation: P.O.O.L. 　（游泳池）邪不勝正
Episode ４４(５)　Operation: C.A.K.E.D.-F.O.U.R.　（蛋糕-四）蛋糕汽艇賽
Episode ４５(６)　Operation: S.I.T.T.E.R. 　（保姆）邪惡保姆
　　　　　　　Operation: S.A.T.U.R.N.　（土星）彩虹猴猴土星環
Episode ４６(７)　Operation: C.H.O.C.O.L.A.T.E. 　（巧克力）巧克力怪獸
　　　　　　　Operation: M.A.T.A.D.O.R. 　（鬥牛）瘋狂鬥牛賽
Episode ４７(８)　Operation: L.U.N.C.H. 　（午餐）浪漫的午餐
　　　　　　　Operation: M.U.N.C.H.I.E.S.　（脆片）彩虹脆片爭奪戰
Episode ４８(９)　Operation: K.N.O.T. 　（領帶）大戰領帶怪
　　　　　　　Operation: C.L.O.S.E.T. 　（衣櫃）征服衣櫃山
Episode ４９(１０)　Operation: S.N.O.W.I.N.G.　（大雪假）雪地反擊戰
Episode ５０(１１)　Operation: M.A.U.R.I.C.E.　（莫里斯）永遠的戰友
Episode ５１(１２)　Operation: L.O.V.E. 　（愛情）假戲真做
　　　　　　　Operation: C.O.U.C.H.　（沙發）沙發歷險記
Episode ５２(１３)　Operation: D.O.D.G.E.B.A.L.L.　（躲避球）躲避球神童
　　　　　　　Operation: F.R.E.A.L. （野性）變野的１號

### 第五季（2005-2006）
Episode ５３(１)  Operation: E.L.E.C.T.I.O.N.S.  （選舉）瘋狂的選舉大戰
Episode ５４(２)  Operation: D.U.C.K.Y.  （鴨鴨）橡皮鴨子
　　　　　　　Operation: D.I.A.P.E.R.  （尿布）恐怖的嬰兒
Episode ５５(３)  Operation: B.U.L.L.I.E.S.  （惡霸）惡霸公園島
　　　　　　　Operation: F.I.S.H.Y.  （金魚）金魚指環王
Episode ５６(４)  Operation: B.R.E.A.K.U.P.  （打碎）盤子大戰
　　　　　　　Operation: S.A.F.A.R.I.  （旅行）非洲旅行 
Episode ５７(５)  Operation: N.A.U.G.H.T.Y.  （頑皮）耶誕節禮物
Episode ５８(６)  Operation: V.I.R.U.S.  （病毒）姐妹情深
　　　　　　　Operation: O.U.T.B.R.E.A.K.  （爆發）消滅病毒
Episode ５９(７)  Operation: C.A.N.Y.O.N.  （峽谷）早餐麥片周年慶祝會
　　　　　　　Operation: H.O.L.I.D.A.Y.  （假期）一起度假去
Episode ６０(８)  Operation: C.A.K.E.D.-F.I.V.E.  （蛋糕-五） 蛋糕星際大戰      
Episode ６１(９)  Operation: R.E.C.R.U.I.T.  （人才招募）迎新大挑戰
　　　　　　　Operation: D.A.D.D.Y.  （爸爸）搶救髮型大作戰
Episode ６２(１０)  Operation: C.L.O.W.N.  （小丑）不愛笑的小丑
　　　　　　　Operation: S.P.A.N.K.E.N.S.T.I.N.E.  （科學怪孩）妙妙的復仇
Episode ６３(１１)  Operation: H.O.T.S.T.U.F.F.  （恆溫器）女火神３號
　　　　　　　Operation: M.I.S.S.I.O.N.  （任務）保齡球任務
Episode ６４(１２)  Operation: L.I.C.O.R.I.C.E.  （甘草）甘草海盜大戰
　　　　　　　Operation: H.O.M.E.  （养老院）彩虹猴猴养老院
Episode ６５(１３)  Operation: I.T.　（鬼）鬼捉人、你當鬼

### 第六季（2006-2007）
Episode ６６(１)  Operation: S.A.F.E.T.Y.  （安全）安全機器人
Episode ６７(２)  Operation: E.N.G.L.A.N.D.  （英格蘭）寶典搶奪戰
　　　　　　　Operation: A.W.A.R.D.S.  （獎項）壞蛋選擇獎
Episode ６８(３)  Operation: R.E.C.E.S.S.  （課間休息）蔬菜油之禍
　　　　　　　Operation: H.A.M.S.T.E.R.  （倉鼠）倉鼠大聯盟
Episode ６９(４)  Operation: W.H.I.T.E.H.O.U.S.E.  （白宫）１號當總統
Episode ７０(５)  Operation: S.P.I.N.A.C.H.  （菠菜）菠菜之國
　　　　　　　Operation: M.E.S.S.A.G.E.  （留言）玩命快遞
Episode ７１(６)  Operation: B.R.I.D.G.E.  （橋樑）服裝王國
　　　　　　　Operation: S.I.X.  （六）６號與蛋糕
Episode ７２(７)  Operation: T.R.I.C.Y.C.L.E.  （三輪車）三輪車大亂鬥
Episode ７３(８)  Operation: C.R.I.M.E.  （犯罪）３號的關鍵報告
　　　　　　　Operation: P.A.R.T.Y.  （派對）青少年派對
Episode ７４(９)  Operation: D.O.G.H.O.U.S.E.  （犬屋）惡犬詛咒之屋
　　　　　　　Operation: P.L.A.N.E.T.  （星球）逃離彩虹猴猴星球
Episode ７５(１０)  Operation: S.C.I.E.N.C.E.  （科學）二乘四科技展覽會
　　　　　　　Operation: A.M.I.S.H.  （田園）二號的田園生活
Episode ７６(１１)  Operation: G.I.R.L.F.R.I.E.N.D.  （女朋友）愛情還是工作 
Episode ７７(１２)  Operation: C.A.R.A.M.E.L.  （牛奶糖）特質牛奶糖
　　　　　　　Operation: M.O.O.N.  （月球）月球大搬家
Episode ７８(１３)  Operation:: T.R.E.A.T.Y.  （條約）與青少年共處

## 電影

### 小孩大聯盟電影篇：零號行動
很久很久以前，終極壞老人「恶爺爺」以鐵拳統治天下，脅迫每個小孩在他的薯泥工廠日夜不停地工作。直到有一天，他的兒子發現傳說中的「小孩大聯盟寶典」，而零號就此誕生，並且創立了小孩大聯盟。但在今日，以邪惡父親領導的眾壞大人利用小孩大聯盟最神聖的「召回音樂機」將惡爺爺轉換了回來，但惡爺爺卻失去了控制，將全世界籠罩在老化黑暗中，不僅是所有壞大人，拼死抵抗的小孩大聯盟也一個一個被惡爺爺變成了老僵屍軍團。被孤立的一號覺醒後發現爲時已晚，不僅將面對更加強大的反派，自己昔日的夥伴們也被轉換為了敵人，一號於是打算逆轉乾坤而將零號的傳說再現，但零號的真實身份卻讓他大爲吃驚...！

### 小孩大聯盟結局篇：採訪行動
二號、三號、四號與五號在長大後被註銷了所有小孩大聯盟的記憶，也在採訪時講述了當年他們與一號的最後一場任務...

## 特別篇

### 小孩大聯盟特別篇：大鼻、酷蒂與小孩大聯盟
大鼻在拿阿飄的鐮刀玩高爾夫時不慎將其卡在自己父親的褲子上，于是打給小孩大聯盟幫他解決問題，衆人決定將大鼻接到月球總部去解決問題，而一號則是留下去扮演大鼻爭取時間。誰知，大鼻在五號等人探查假仙幫的假仙轉換器時與假仙幫共同掉進機器裏，而在假仙幫與鐮刀的合體下成為了「假仙死神」。同時，酷蒂冒充了一號稱霸了整個小孩大聯盟，而除了五號以外的所有成員都在酷蒂的“特殊影響”下全體倒戈到了她的手底下！面對反目成仇的夥伴與假仙死神的強大威脅，一號該如何與自己唯一的盟友阿飄奪回局勢、扭轉乾坤呢？

## 外部連結
- Codename: Kids Next Door at Curious Pictures
- 互联网电影数据库（IMDb）上《小孩大聯盟》的资料（英文）
- 【KisdNextDoor】KND （页面存档备份，存于）
- 台灣配音推廣論壇-小孩大聯盟[永久]